# Ex libris Erdélyben
Az első magyar ex libris Erdélyben' az általános vélemény szerint ifj. Köleséri Sámuel könyvjegye volt. Eredete a XVII. század utolsó negyedére tehető, valószínűleg Hollandiában készült. Címeres (heraldikus) könyvjegyeket nagyobb számban a XVIII. század közepétől ismerünk. A XIX. század második felében mutatkozó pangás után a századfordulón és különös nyomatékkal a XX. század elején élénkül meg újra az ex libris gyakorlata és forgalma. Felfedezője az önállósuló iparművészet, támogatója a szecesszió. Jobbára az utóbbi stílusirányzathoz sorolhatók azok a hazai könyvjegyek is, melyek az 1920-as évek közepétől legnagyobb könyvkiadó vállalkozásunk, az ESZC könyvei számára készültek (Bánffy Miklós, Debreczeni László és Kós Károly grafikái). A két világháború között számos könyvgyűjtő készíttet magának művészi könyvjegyeket, ezek népszerű grafikusa abban az időben Keöpeczi Sebestyén József, Kós Károly, Debreczeni László, Tóth István, Gy. Szabó Béla, Mattis-Teutsch János, Reschner Gyula, Jeney Lajos, Radványi Román Károly. A második világháború után csak az 1960-as években kezdik élesztgetni a könyvjegykészítés gyakorlatát. Művelésére a grafikusok újabb nemzedéke vállalkozott, akik közül kiemelkedik Deák Ferenc, Feszt László, Paulovics László, Vecserka Zsolt.
Az ex libris, találó hasonlattal a képzőművészetek epigrammája, nemcsak könyvbarátokat vonz, de gyűjtőit is megtalálta. 1962-ben a Párizsban tartott IX. Ex Libris Európa-Kongresszus az I. Ex Libris Világkongresszussá (FISAE) alakult át, amely mint a könyvjegy gyűjtőinek és grafikusainak nemzetközi egyesülete kétévenként ülésezik. A könyvjegy-gyűjtő – az amatőr – fogalma nálunk a 20. század első negyedében jelent meg. A könyvjegy készítése és gyűjtése népszerűsítésének értékelhető eredményei vannak. Fóruma a Könyvtári Szemle, majd megszűnése után a Művelődés Könyvtár c. negyedévi melléklete (rendszeresen közölt szakcikkeket és illusztrációkat), továbbá a Korunk, Utunk, A Hét folyóiratok és néhány napilap is. Ismert népszerűsítője és a szakirodalom művelője Gábor Dénes.
Nevesebb hazai gyűjtők: Diamant Izsó Kolozsvárt (nagy értékű kollekciója a második világháború alatt részben szétszóródott, részben megsemmisült), Boros József Gyulafehérvárt (8200 lapból álló gyűjteménye a kolozsvári Egyetemi Könyvtár állományába került), Radványi Román Károly Nagyváradon (gyűjteménye ifj. Radványi Károly birtokában; rendezetlen), Gábor Dénes Kolozsvárt (10-12 000 szakszerűen rendezett lap tulajdonosa), Kovrig Károly Tordán (gyűjteménye örökösei birtokában).
Úttörő ex libris-kiállításokat rendeztek a könyv nemzetközi évében, 1972-ben a brassói municípiumi és a kolozsvári egyetemi könyvtárban, még nyomtatott katalógusok nélkül, a következő évi, 1973-as brassói, majd a csíkszeredai kiállítás kétnyelvű, 16 oldalas, illusztrált katalógusa már bibliofil szempontból is figyelmet érdemelt. Az 1976-os sepsiszentgyörgyi kiállítás 32 oldalas, filológiai pontossággal szerkesztett katalógusa külön megemlítendő, mert a Megyei Könyvtár első kiadványa. Ez a közel félezer könyvjegyet bemutató tárlat vándorkiállítássá alakult, és Kézdivásárhely, Barót, majd Szatmár (1977), később Csíkszereda, Székelyudvarhely és Gyergyószentmiklós (1978) tárlatlátogatói is megtekinthették.